# 武漢世界貿易大廈
武漢世界貿易大廈（英語：Wuhan World Trade Tower），又称世贸广场，位於武漢市江漢區解放大道与武胜路交汇处的东南侧，东西长71米，南北宽45米，地上高度至塔顶达229米，总建筑面积11万平方米，為武漢市的地標建築之一。并且在1999年至2004年间，成为武汉市以及华中地区最高的建筑物。紧邻武汉广场。

## 外部連結
- SkyscraperPage.com's entry （页面存档备份，存于）
- Emporis.com （页面存档备份，存于） - Building ID 104189

30°34′49″N 114°16′08″E / 30.580353°N 114.268893°E